# Gancio da assedio
Il gancio da assedio era un'arma utilizzata per strappare pietre dalle mura durante un assedio. Era chiamata falce murale (in latino Falx muralis) dai legionari dell'esercito romano. 

## Descrizione
Lo storico greco Polibio, nella sua opera intitolata Storie, cita l'uso di quest'arma nella descrizione dell'assedio romano ad Ambracia:
(Polibio, Storie)
Come racconta Gaio Giulio Cesare nel suo De bello Gallico, la falce murale consisteva in uno o due grossi uncini di ferro tagliente, fissati ad un'asta o ad un palo. Il veloce movimento rotatorio in senso longitudinale e trasversale della falce (attraverso corde fissate all'altra estremità ed azionate da alcuni soldati) permetteva di togliere la calce tra i mattoni o i massi delle mura della città assediate, oppure di scalfire le travi di legno delle palizzate degli accampamenti.